# Bikini Spring Break
Pour plus de détails, voir Fiche technique et Distribution.
Bikini Spring Break est une comédie érotique réalisée par Jared Cohn et produite par The Asylum, sortie en 2012. Elle met en vedette  Rachel Alig, Virginie Petrucci et Samantha Stewart.

## Synopsis
Un groupe de copines d’un petit lycée conservateur sort de leur coquille lorsque l'autocar de leur fanfare tombe en panne à Fort Lauderdale pendant les vacances de printemps.

## Distribution
- Rachel Alig : Alice
- Virginia Petrucci : Zoe
- Samantha Stewart : Whitney
- Robert Carradine : Gill
- Andrew Clements : Vance
- Erin O'Brien : Michelle
- Jennifer Henry : Strip-teaseuse
- Tristan Ott : Zach
- Barrett Perlman : Pamela
- Jesse Daley : Craig
- Jos Deacon : L’officier de police Hurley
- Michael Minardo Cook : le policier
- Edward DeRuiter : Jeff
- Howie Walfish : Murphy
- Erica Duke : Constance
- Michael Gaglio : Jones
- Chris Gravland : Alex Tone
- Jonathan Nation : Dean Hanlo
- Jamie Noel : Franny
- Zedrick Restauro : le Chinois
- Glenn R. Miller : Le Maitre de Cérémonie du concours d’équitation de taureau mécanique
- Elizabeth Garrido :  Opérateur du taureau mécanique #1
- Nery Garrido : Opérateur du taureau mécanique #2
- Effie Lavore : la fille du vestiaire[1]

## Sortie
Le film est sorti le 26 juin 2012 aux États-Unis. La Motion Picture Association of America (MPAA) l’a classé « R » (Restricted) pour le contenu sexuel (de nombreuses scènes de nudité et de sexe tout au long du film) ainsi que le langage vulgaire.

## Réception critique
Les spectateurs ont écrit des critiques généralement mitigées sur Bikini Spring Break (2012), lui donnant un score moyen de 48%. Sur le site agrégateur de critiques Rotten Tomatoes, le film a obtenu une note de 10%